# Autonomía universitaria

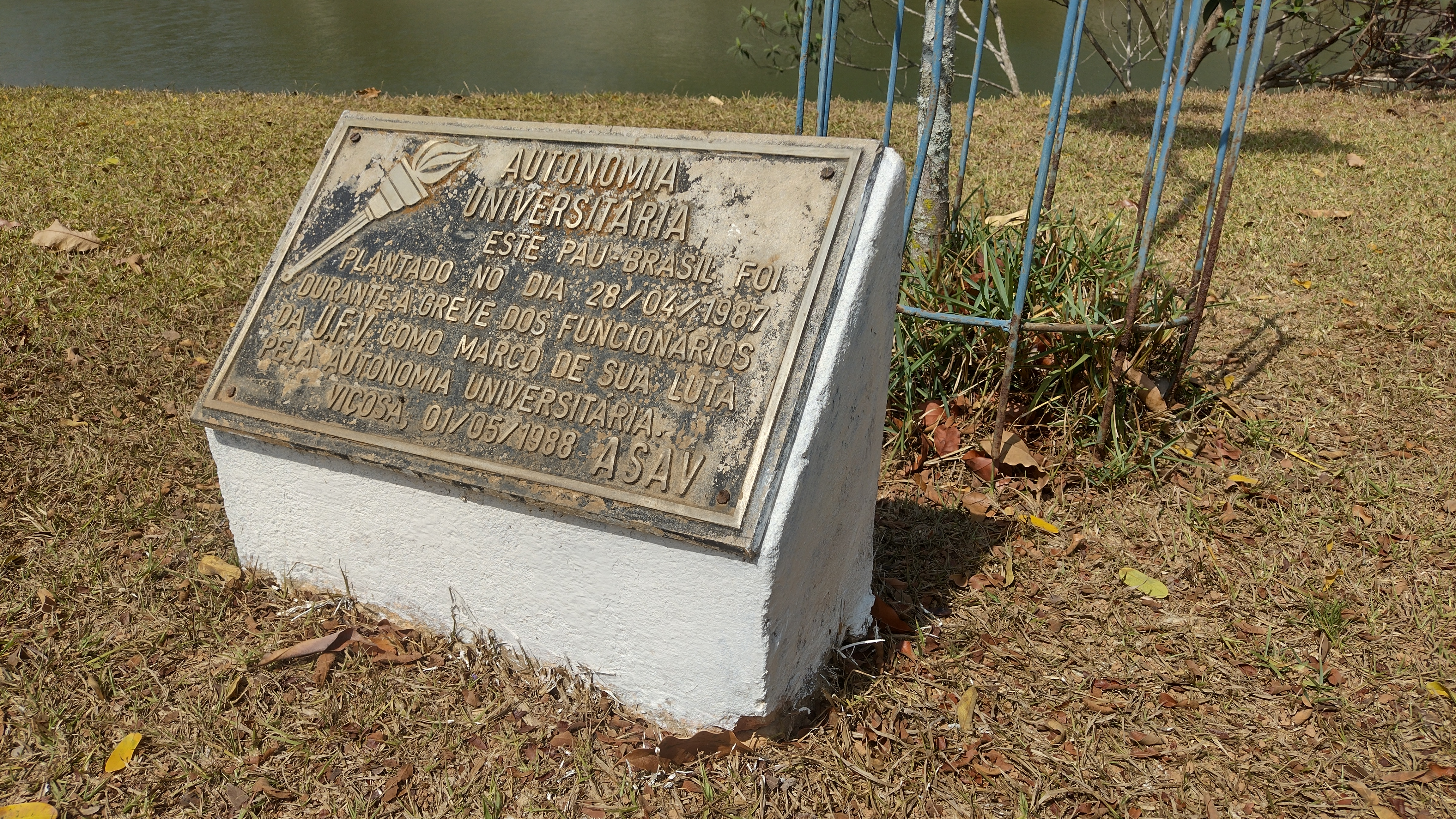
Placa y árbol en homenaje a la lucha por la autonomía universitaria en la Universidad Federal de Viçosa, Brasil

La autonomía universitaria es la independencia política y administrativa de una universidad pública respecto de factores externos. El principio de autonomía universitaria sostiene que la universidad debe ser autónoma y auto-gobernada, y que debe elegir sus propias autoridades sin injerencia del poder político, decidiendo sus propios estatutos y programas de estudio.

## Antecedentes
La autonomía universitaria está fundada en la necesidad de evitar que los vaivenes del poder político se traduzcan en cambios arbitrarios de la vida y las autoridades universitarias. 
La autonomía universitaria es un antiguo principio de organización de las más antiguas universidades europeas: las universidades de Bolonia (1088), París (ca. 1150), Oxford (siglo XI), Salamanca (1218), Cambridge (1209), se organizaron sobre principios de autonomía. La idea de autonomía universitaria es llevada por España a sus universidades coloniales en América.[cita requerida]
Con autonomía, los diferentes colectivos de la comunidad universitaria (profesores, alumnos y personal no docente) controlan de forma directa mediante elecciones internas para elegir a los diferentes órganos de gobierno:
- Rectorado,
- Claustro,
- Decanato o Dirección,
- Junta de Facultad o Escuela
- Direcciones y Consejos de Departamento.[cita requerida]

De este modo, la autonomía universitaria pretende preservar a la universidad de las luchas partidistas del poder político. Sin embargo, las autoridades académicas y los miembros de los órganos de gobierno pueden llegar a defender los intereses de su colectivo (profesores, estudiantes, personal no docente), cuando no directamente intereses personales, por encima de los de la institución o la sociedad.[cita requerida]

## Por países
La autonomía universitaria es un requisito con el que una universidad debe contar para brindar seguridad y plena comodidad para con el estudiantado,[cita requerida] que por cierto es una firme introducción de la universidad como garantía inicial en cuanto a los aspectos académicos, económicos, logísticos, etcétera.
- México: la autonomía de la Universidad en México se inicia a partir de un mitin que se llevó a cabo el 23 de mayo de 1929, frente a la Escuela de Medicina de la Universidad, policías y bomberos se enfrentaron a estudiantes que participaban en el movimiento: el resultado fue un gran descontento debido a la violencia y abusos que sufrieron los estudiantes universitarios. A partir de ese momento, el gobierno del Distrito Federal (en ese entonces) ordenó que se retiraran las fuerzas armadas, y se cumplieran las demandas de los estudiantes, entre las que se encontraba la autonomía de la Universidad; Emilio Portes Gil, que en ese entonces era presidente de la República, presentó el proyecto de Ley Orgánica de la UNAM, en el que se dio por terminado el conflicto y a partir de ese momento, La Universidad Nacional de México adquirió solo en su nombre la palabra “autónoma”. Sí, hasta ese momento, solo fue en el nombre y no en sus actividades diarias. Como se mencionó anteriormente, a pesar de que la autonomía universitaria había sido propuesta desde julio de 1929, fue hasta el 30 de diciembre de 1944, que el presidente Manuel Ávila Camacho expidió la Ley Orgánica de la UNAM, la cual sigue vigente hasta nuestros días. La autonomía universitaria está garantizada por la Constitución desde 1979.[1][2][3]

- Argentina: la autonomía universitaria fue reconocida por primera vez en 1919, como consecuencia del movimiento de Reforma Universitaria que se había iniciado en Córdoba el año anterior. Los gobiernos militares tendieron a intervenir las universidades y anular su autonomía; el hecho conocido como la Noche de los bastones largos de 1966 sucedió cuando el régimen militar dirigido por Onganía decidió anular la autonomía universitaria. Desde 1983 las universidades públicas argentinas son autónomas y en 1994 la autonomía universitaria y su autarquía financiera fue garantizada en la Constitución (art. 75, inciso 19).

- Perú: la autonomía universitaria fue establecida por primera vez en 1920 como consecuencia de la presión ejercida por el movimiento estudiantil peruano. Con posterioridad ha sido anulada en reiteradas oportunidades hasta ser garantizada en la Constitución (art. 18) a partir de 1979. No obstante, aún dependen del ente rector.

- Bolivia: la autonomía universitaria fue establecida en 1931 como consecuencia del movimiento de Reforma Universitaria impulsado por el movimiento estudiantil y los docentes.

- El Salvador: La autonomía de la Universidad de El Salvador (UES) fue reconocida por primera vez durante el gobierno del presidente Santiago González al ser emitido un Decreto Legislativo de Autonomía Universitaria el 23 de octubre de 1871, la cual fue anulada por el gobierno del presidente Rafael Zaldívar el 30 de enero de 1885, aunque resurgiría el 16 de febrero de 1886, bajo el gobierno del presidente Francisco Menéndez; pero al poco tiempo fue suprimida por este mismo mandatario el 26 de diciembre de 1887, resurgiendo hasta el 23 de mayo de 1927 por decisión del presidente Pío Romero Bosque; solo para ser abolida de nuevo el 2 de febrero de 1932 por el presidente Maximiliano Hernández Martínez después de reprimir el levantamiento campesino ocurrido en enero de ese mismo año, aunque se la devolvería el 2 de mayo de 1933, y si bien esta autonomía universitaria no pasaría de ser puramente teórica, volvería, no obstante, a arrebatársela una vez más el 20 de enero de 1939; recuperándola el 27 de julio de 1944 por medio de un decreto ejecutivo aprobado durante el gobierno provisional del presidente Andrés Ignacio Menéndez; hasta quedar finalmente consolidada la autonomía universitaria el 7 de septiembre de 1950 cuando fue elevada a nivel de norma constitucional con la aprobación de la Carta Magna de esa misma fecha.[4][5][6][7] Actualmente la autonomía universitaria se mantiene en la vigente Constitución de la República de El Salvador de 1983.[8]

- Chile: la autonomía universitaria fue reconocida en 1931.

- Colombia: Reconoce la autonomía Universitaria en el artículo 69° de su Constitución Política (de 1991), así: “Se garantiza la autonomía universitaria. Las universidades podrán darse sus directivas y regirse por sus propios estatutos, de acuerdo con la ley. La ley establecerá un régimen especial para las universidades del Estado. El Estado fortalecerá la investigación científica en las universidades oficiales y privadas y ofrecerá las condiciones especiales para su desarrollo. El Estado facilitará mecanismos financieros que hagan posible el acceso de todas las personas aptas a la educación superior”. La ley de educación superior en Colombia, derivada de este y otros mandatos constitucionales es la ley 30 de 1992, dictada dos años antes de la ley general de educación (ley 115 de 1994).

- Costa Rica: La Constitución de 1949 establece el principio de autonomía universitaria.

- Guatemala: la Universidad de San Carlos de Guatemala logra su autonomía junto con la Revolución de 1944 en Guatemala;  el 11 de noviembre de 1944 se emitió el Decreto N.º 12 que otorgaba Autonomía a la entidad. La Universidad fue concebida como rectora de la educación superior, y a la vez, fue encomendada con funciones de cooperación en el estudio y solución de los problemas nacionales.

- Honduras: La Universidad Nacional Autónoma de Honduras, creada en 1847, obtuvo su autonomía en 1957.

- Nicaragua: La Universidad Nacional Autónoma de Nicaragua, creada en 1812 con el nombre de Universidad de León, obtuvo su autonomía en 1958.

- República Dominicana: en 1961 se dota a la Universidad de Santo Domingo de autonomía, con lo que pasa a llamarse "Universidad Autónoma de Santo Domingo". En 1962, se eligieron las primeras autoridades bajo el régimen de la autonomía.

- Uruguay: se establece la autonomía universitaria en 1958 por ley. En octubre de 1973 el gobierno dictatorial de Juan María Bordaberry interviene la Universidad. En septiembre de 1983 se realiza una histórica "Marcha del Estudiante" bajo el lema de "fuera la intervención: autonomía y cogobierno". Desde 1984 la universidad es autónoma.

- Venezuela: se producen graves conflictos entre 1949 y 1951 debido a la falta de autonomía universitaria en la Universidad de los Andes (ULA) y la Universidad Central de Venezuela (UCV) y las otras grandes universidades del país. En 1958 se sanciona la Ley de Universidades que reconoce la autonomía universitaria plena (art. 9) y la inviolabilidad de sus recintos por ningún organismo de seguridad del estado. En 1969, Rafael Caldera allana la UCV alegando la existencia de violencia. En 1999, durante la presidencia de Hugo Chávez, se reconoce constitucionalmente la autonomía universitaria. Sin embargo, esta ha sido atacada en reiteradas ocasiones bajo su gobierno y el de su sucesor Nicolás Maduro, alcanzando su punto más crítico en agosto de 2019 con la publicación de la sentencia 0324 del Tribunal Supremo de Justicia que establece la realización de elecciones de autoridades fuera de toda normativa estipulada en la Ley de Universidades.

- Panamá: Universidad Nacional de Panamá creada en 1935. Universidad Tecnológica de Panamá creada en 1981.

- España: La autonomía universitaria está garantizada en España por el artículo 27 de la Constitución española de 1978: "se reconoce la autonomía universitaria en los términos que la ley establezca". Se trata de un derecho fundamental, tal y como lo establece la Carta Magna y como ha sido reconocido por el Tribunal Constitucional en dos sentencias de 1989 y 1991. En sucesivas sentencias el alto tribunal establece que este reconocimiento institucional impone límites al legislador ya que garantiza la libertad de cátedra, entendida como dimensión individual de la libertad académica, y la libertad de investigación. La titularidad de este derecho corresponde a cada universidad que lo ejerce a través de sus órganos.[9] La Ley Orgánica 6/2001 establece que la autonomía universitaria en España se aplica en los campos estatutario –aprobación de sus propios estatutos orgánico–, funcional y financiero, y dota a la Universidad de mayores cotas de autonomía. En 2007, fue modificada por la Ley Orgánica 4/2007 que, incidiendo en que las universidades son corporaciones autogobernadas, creó la Conferencia General de Política Universitaria y del Consejo de Universidades –está última con naturaleza de administración independiente— para institucionalizar las relaciones entre el Estado y las comunidades autónomas de las que dependen los centros universitarios.[9]

## Características

### Autarquía financiera y presupuesto universitario
El movimiento reformista reclama[cita requerida], como parte del principio de autonomía universitaria, la autarquía financiera de las universidades.
Para garantizar este principio se han propuesto soluciones como la garantía legal de que la asignación presupuestaria para las universidades esté establecida en un mínimo no modificable por los gobiernos.

### Inviolabilidad de edificios universitarios
Un aspecto secundario aunque de gran importancia es que la autonomía universitaria suele implicar la inviolabilidad de los edificios universitarios por parte de las fuerzas de seguridad.

### Elecciones
Los votos son ponderados según grupos, de forma que por ejemplo vale más el voto de un catedrático que el de un profesor titular y muchísimo más que el de un alumno, o bien los catedráticos tienen mayor número de representantes que los titulares y los alumnos). 

### Autogobierno
Determina cómo se administra una universidad autónoma de una manera responsable para su propio beneficio. Permite la emancipación del Estado y realiza una autonomía más plena.

### Libertad de Cátedra o Libertad Académica
La libertad de cátedra es la posibilidad de poder enseñar prácticamente lo que sea sin represalia alguna.

### Reforma de Córdoba 1918
Movimiento estudiantil en Argentina en marzo de 1918 sentó bases de la autonomía universitaria y fue inspiración para las universidades de América Latina para implementar la autonomía, que buscaba principalmente la participación de los jóvenes.